# Diquat
Il diquat, di solito usato come dibromuro, è un erbicida. Alcuni nomi commerciali di questa molecola sono: Aquacide, Dextrone, Preeglone, Deiquat, Detrone, Reglone, Reglon, Reglox, Weedtrine-D.
Il diquat è un erbicida non selettivo che agisce rapidamente danneggiando le parti della pianta sulle quali è applicato.
È anche usato come molecola legante nel SERS.

## Produzione
Il diquat viene prodotto con accoppiamento ossidativo di due molecole di piridina, usando nichel Raney come catalizzatore e formando poi il ponte etilenico con l'1,2-dibromoetano.